# 扎爾特博默爾

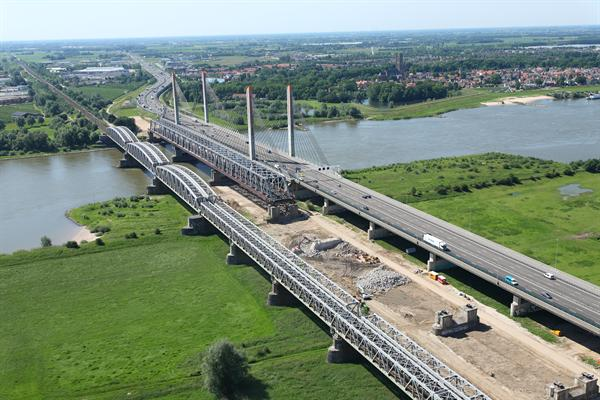

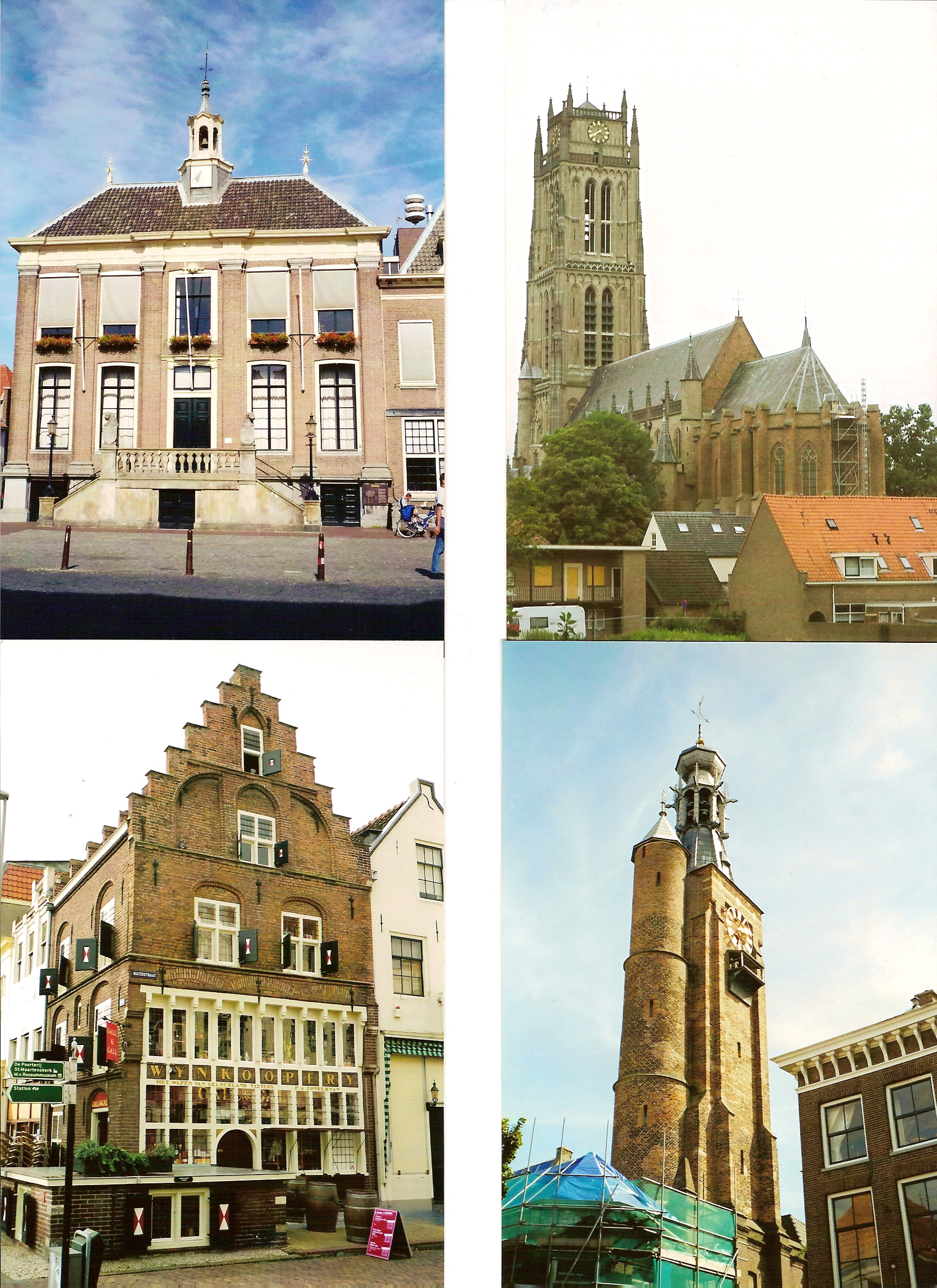

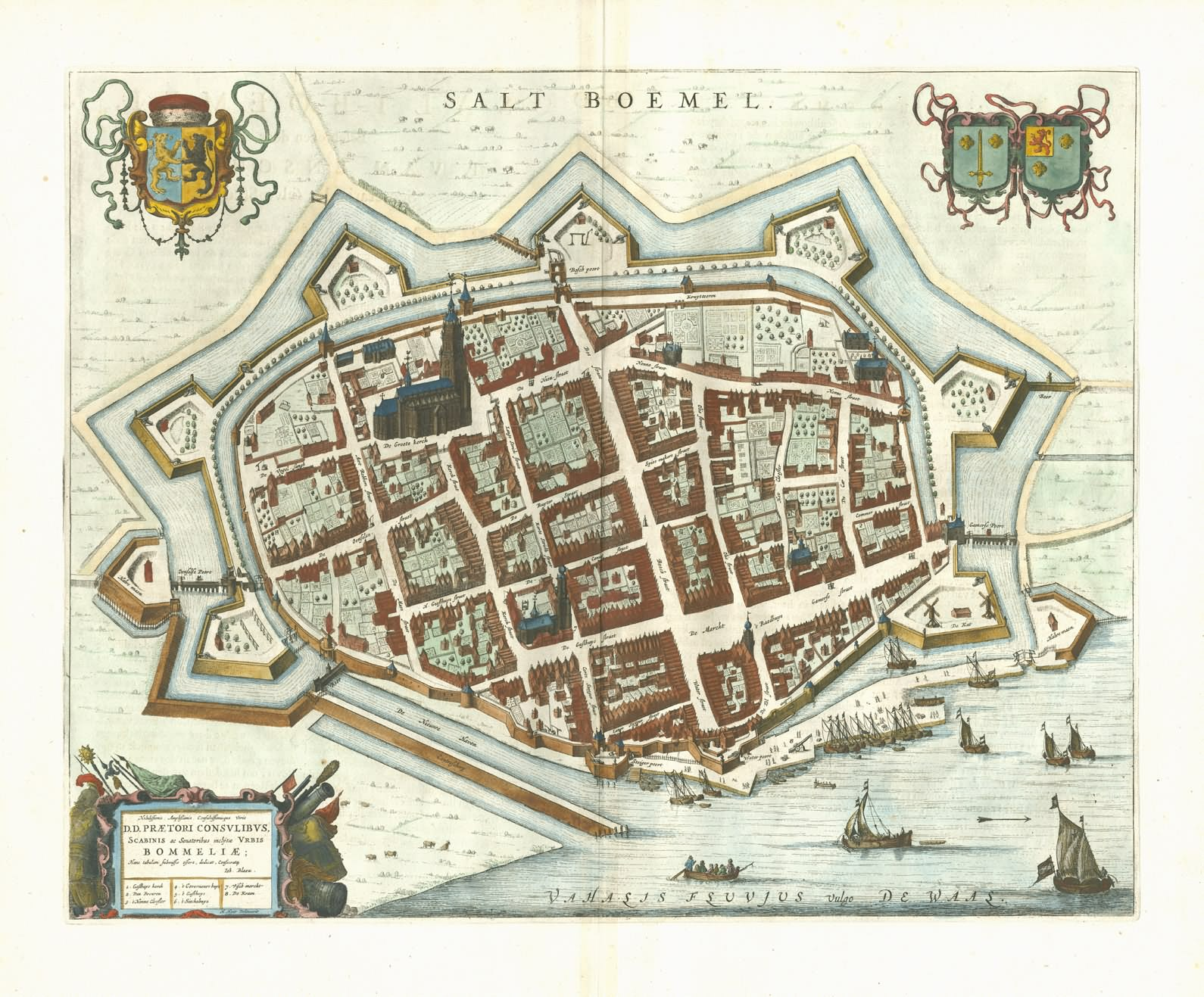

扎爾特博默爾（荷兰语：Zaltbommel，荷蘭語發音：[zɑltˈbɔməl] ⓘ）是荷蘭的一个城市和市镇，位於該國東部，由海爾德蘭省負責管轄，面積89.06平方公里，主要經濟活動有旅遊業、園藝業和工業，2008年人口26,187，人口密度為每平方公里328人。

## 外部連結
- Official Website of Zaltbommel (English) （页面存档备份，存于）

51°48′N 5°15′E / 51.800°N 5.250°E